# Seriana atrosignata
Seriana atrosignata är en insektsart som först beskrevs av William Lucas Distant 1918.  Seriana atrosignata ingår i släktet Seriana och familjen dvärgstritar. Inga underarter finns listade i Catalogue of Life.